# 荷蘭政黨列表

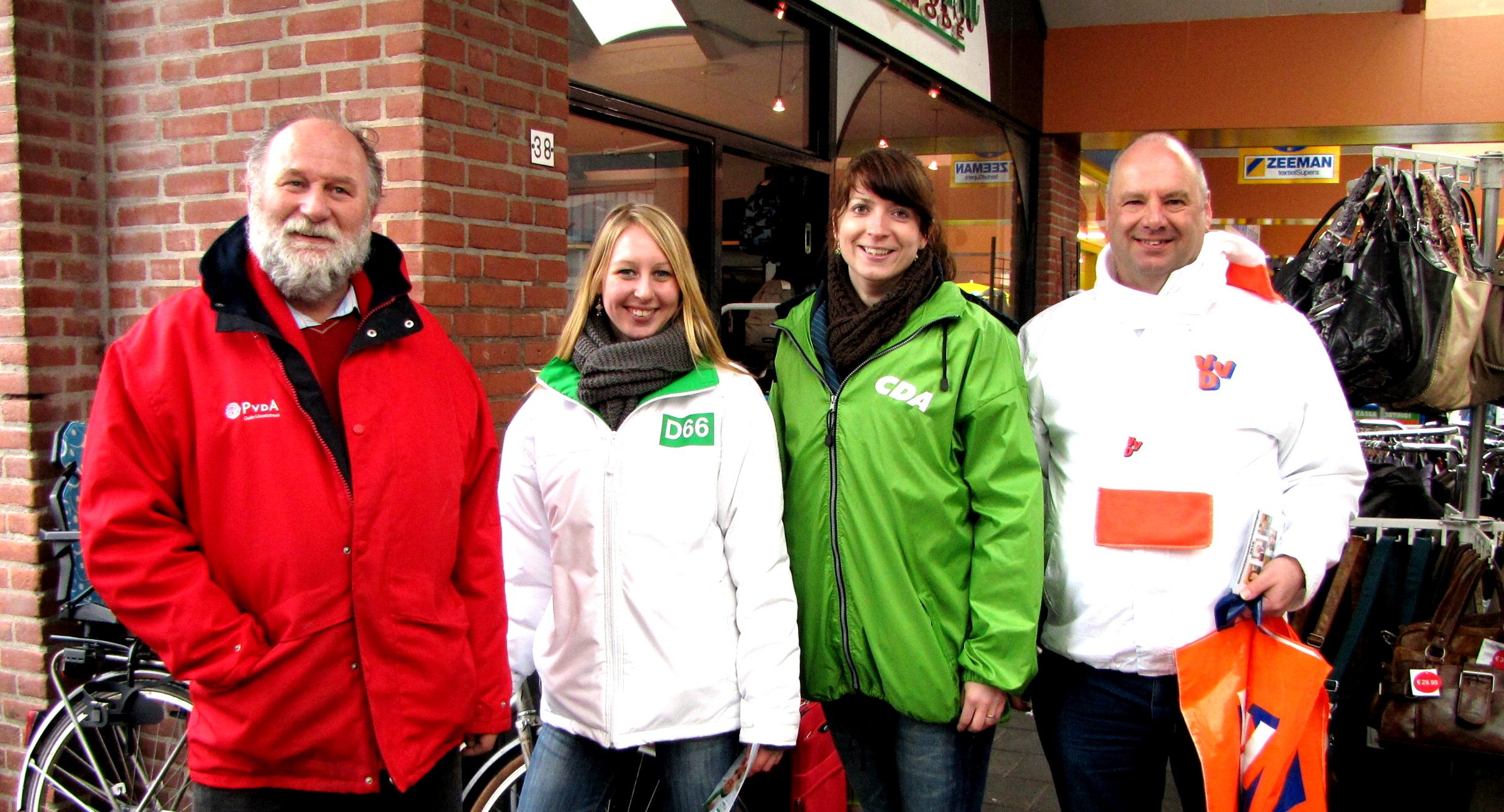
由左自右為工黨、民主66、基民黨與自由民主人民黨參選人

荷蘭屬於多黨制，通常由多個政黨組成執政聯盟。

## 政黨

### 議會政黨
| 黨名                              | 黨名                              | 黨名                              | 縮寫                              | 領導人                                             | 國際組織                          | 國會二院席次 | 國會一院席次 | 歐洲議會席次 |
| --------------------------------- | --------------------------------- | --------------------------------- | --------------------------------- | -------------------------------------------------- | --------------------------------- | ------------ | ------------ | ------------ |
|                                   | 自由民主人民黨                    | 自由民主人民黨                    | VVD                               | 馬克·呂特 Mark Rutte                               | 國際自由聯盟 歐洲自由民主改革黨   | 33           | 13           | 3            |
|                                   | 自由黨                            | 自由黨                            | PVV                               | 基爾特·威爾德斯 Geert Wilders                      | 無                                | 20           | 9            | 4            |
|                                   | 基督教民主呼籲                    | 基督教民主呼籲                    | CDA                               | 西布蘭德·范·哈爾斯馬·布馬 Sybrand van Haersma Buma | 國際中間民主聯盟 歐洲人民黨       | 19           | 12           | 5            |
|                                   | 民主66                            | 民主66                            | D66                               | 亞歷山大·佩赫托德 Alexander Pechtold               | 國際自由聯盟 歐洲自由民主改革黨   | 19           | 10           | 5            |
|                                   | 綠色左派                          | 綠色左派                          | GL                                | 傑西·克拉韋爾 Jesse Klaver                         | 全球綠人 歐洲綠黨                 | 14           | 4            | 2            |
|                                   | 社會黨                            | 社會黨                            | SP                                | 艾米爾·路莫 Emile Roemer                           | 歐洲聯合左派－北歐綠色左派        | 14           | 9            | 2            |
|                                   | 工黨                              | 工黨                              | PvdA                              | 路德維希·阿舍爾 Lodewijk Asscher                   | 社會黨國際 歐洲社會黨             | 9            | 8            | 3            |
|                                   | 基督教聯盟                        | 基督教聯盟                        | CU                                | Gert-Jan Segers                                    | 歐洲基督教政治運動                | 5            | 3            | 1            |
|                                   | 愛護動物黨                        | 愛護動物黨                        | PvdD                              | 瑪麗安·蒂姆 Marianne Thieme                        | 無                                | 5            | 2            | 1            |
|                                   | 50PLUS                            | 50PLUS                            | 50+                               | 漢克·克羅爾 Henk Krol                              | 無                                | 4            | 2            | 0            |
|                                   | 改革政治黨                        | 改革政治黨                        | SGP                               | 基斯·范·德·史泰伊 Kees van der Staaij              | 自由民主歐洲黨                    | 2            | 1            | 1            |
|                                   |                                   | 思考黨                            | Denk                              | Tunahan Kuzu                                       | 無                                | 3            | 0            | 0            |
|                                   | 民主論壇                          | 民主論壇                          | FvD                               | Thierry Baudet                                     | 無                                | 2            | 0            | 0            |
|                                   |                                   | 獨立參議院黨團                    | OSF                               | 亨德里克·騰霍芬 Hendrik ten Hoeve                  | 無                                | 0            | 1            | 0            |
| 合計（包括「其他」; 投票率81.9%） | 合計（包括「其他」; 投票率81.9%） | 合計（包括「其他」; 投票率81.9%） | 合計（包括「其他」; 投票率81.9%） | 合計（包括「其他」; 投票率81.9%）                  | 合計（包括「其他」; 投票率81.9%） | 150          | 75           | 25           |

- 自由民主人民黨是保守自由主義政黨。因此，它十分重視民營企業和在政治、社會、經濟方面的個人自由。該黨支持歐洲經濟整合，但較不支持政治整合。自由民主人民黨是國際自由聯盟成員。

- 工黨是中間偏左社會民主主義政黨。其黨綱是以全體公民在社會、政治、經濟上更為平等為基礎。前工黨首相約普·登厄伊爾（Joop den Uyl）稱之為「知識、收入與權力的平等分配」。近年來，工黨支持第三種道路黨綱。該黨支持歐洲整合。雖然稱為工黨，但該黨未與工會有正式連結。然而實際上，該黨與工會存在著緊密連結，許多工黨政治人物出身於荷蘭勞工運動聯盟（Federatie Nederlandse Vakbeweging, FNV）。工黨是社會黨國際成員。

- 自由黨是右派民粹主義政黨，由離開自由民主人民黨的基爾特·威爾德斯在2004年所創立。自由黨反對歐洲伊斯蘭化並尋求限制稅務。該黨抱持歐洲懷疑主義並希望限制移民。

- 基督教民主呼籲是中間偏右基督教民主主義政黨。該黨支持自由企業並主張政府行動應為補充而非替代公民的社區行動。在政治光譜中，基民黨界於自由民主人民黨的「個人主義」與工黨的「國家主義」之間。該黨支持歐洲經濟、文化與政治整合。基民黨是國際中間民主聯盟成員。

- 社會黨是左派政黨。在1970年代至1980年代，社會黨是獲得中華人民共和國支持的毛主義政黨，但在1991年社會黨拋棄共產主義路線，選擇更為獨立且較不激進的民主社會主義路線，譴責毛澤東主義與中華人民共和國。該黨稱之為「從社會主義至社會的主義」。社會黨反對他們所認為的歐洲超國家體系。社會黨在歐洲議會是以歐洲聯合左派－北歐綠色左派內的獨立政黨模式運作。

- 綠色左派結合環境保護主義與有左派理想的綠色政治。該黨比工黨更為左傾。綠色左派是1989年由激進政治黨、和平社會黨、荷蘭共產黨與福音人民黨合併成立。2004年，黨主席菲姆克·哈爾斯瑪（Femke Halsema）宣布她認為該黨是左派自由主義政黨，或許將斷絕其社會主義基礎。綠色左派為全球綠人成員。

- 基督教聯盟是社會保守主義基督教政黨，其中大多集中在倫理議題，如墮胎、安樂死和同性婚姻。在其他領域（如移民和環境），該黨通常接近左派政黨立場。該黨為歐洲懷疑主義政黨。基督教聯盟在歐洲議會參與歐洲保守改革黨，同時是歐洲基督教政治運動創始政黨之一。

- 民主66自1966年成立以來在選舉中歷經波折。該黨是中間派社會自由主義政黨，通常被認為界於自由民主人民黨與綠色左派之間，在年輕民眾、都會區或高等教育民眾中有高支持度。民主66黨綱表明親歐洲立場並展現對種族與宗教的容忍。民主66是國際自由聯盟成員。

- 愛護動物黨是動物權利政黨。

- 改革政治黨是基督教右派政黨，比基督教聯盟有更為強烈的道德觀點。雖然在全國層級為小型政黨，但是在部分正教改革地區是重要政治勢力。該黨將政府（地方、區域、國家乃至國際層級）視為上帝無條件的僕人。改革政治黨所有觀點都以聖經為基礎。該黨反對歐洲整合，在歐洲議會中加入自由民主歐洲黨黨團。

- 獨立參議院黨團（Onafhankelijke Senaatsfractie, OSF）是荷蘭參議院中的一人政黨，代表數個省級政黨。

### 其他政黨（未進入議會）
- 阿德·伯斯集團黨（Ad Bos Collectief, ABC）
- 持續直接民主黨（Continue Directe Democratie Partij, CDDP）
- 單一荷蘭黨（Eén NL）
- 綠色自由網路黨（Groen Vrij Internet Partij）
- 綠黨（De Groenen）
- 解放黨（Hizb ut-Tahrir）
- 國際社會黨（Internationale Socialisten, IS）
- 伊斯蘭民主黨（Islam Democraten）
- 天主教黨（Katholiek Politieke Partij, KPP）
- 自由民主黨（Liberaal Democratische Partij, LibDem）
- 自由意志黨（Libertarische Partij）
- 伯特曼名單（Lijst Poortman）
- LRVP - Het Zeteltje
- 自然法黨（Natuurwetpartij）
- Nederland Mobiel - NLMobiel
- 荷蘭透明黨（Nederland Transparant）
- 荷蘭基督教民主黨（Nederlandse Christen Democraten, NCD）
- 荷蘭告密黨（Nederlandse Klokkenluiders Partij, NKP）
- 荷蘭新共產黨（Nieuwe Communistische Partij Nederland, NCPN）
- 新中間黨（Nieuwe Midden Partij, NMP）
- 攻擊黨（Offensief）
- 我們的荷蘭（Ons Nederland）
- 和平社會黨 1992（Pacifistisch Socialistische Partij 1992, PSP'92）
- 睦鄰、自由與多元化黨（Partij voor Naastenliefde, Vrijheid en Diversiteit, PNVD）
- 北方黨（Partij voor het Noorden）
- 荷蘭黨（Partij voor Nederland）
- 正義、決策與進步黨（Partij voor Rechtvaardigheid, Daadkracht en Vooruitgang, PRDV）
- 未來黨（Partij van de Toekomst）
- 荷蘭海盜黨（Piratenpartij Nederland）
- P.V.D.M. en alle overige aardbewoners
- 共和社會黨（Republikeinse Socialisten, RS）
- Ruim Baan voor Nederland
- 社會另類政治黨（Socialistische Alternatieve Politiek, SAP）
- 團結多文化黨（Solide Multiculturele Partij, SMP）
- 塔瑪拉開放黨（Tamara's Open Partij）
- 聯合老年黨（Verenigde Senioren Partij, VSP）
- 進步整合黨（Vooruitstrevende Integratie Partij）

### 區域政黨
- 布拉班特黨（Brabantse Partij），活動於北布拉班特省
- 菲士蘭國家黨（Fryske Nasjonale Partij, FNP），活動於菲士蘭省
- 新林堡黨（Partij Nieuw Limburg, PNL），活動於林堡省

## 已解散政黨
- 老年總聯盟（Algemeen Ouderen Verbond, AOV）
- 羅馬天主教政黨會議總聯盟（Algemeene Bond van RK-kiesverenigingen），之後成為羅馬天主教黨（RKSP）
- 復興與民主聯盟（Alliantie voor Vernieuwing en Democratie）
- 荷蘭法西斯總聯盟（Algemeene Nederlandsche Fascisten Bond）
- 反革命黨（Anti-Revolutionaire Partij, ARP, 1879-1980），併入基督教民主呼籲
- 阿拉伯－歐洲聯盟（Arabisch-Europese Liga, AEL），最初成立於比利時，2003-2005年活動於荷蘭
- 荷兰工人党（建设组织）（Arbeiderspartij van Nederland (opbouworganisatie), APN(o)）
- 農民黨（Boerenpartij, BP）
- 基督教社會聯盟（Bond Christen Socialisten, BCS）
- 荷兰马列主义联盟（Bond van Nederlandse Marxisten-Leninisten, BNML），併入共產工人組織（馬列）
- Bond van Vrije Liberalen (Association of Free Liberals) {merged into Liberale Staatspartij}
- 中間民主黨（Centrumdemocraten, CD），分裂自中間黨
- 中間黨（Centrumpartij, CP），之後為中間黨 '86
- 中間黨 '86（Centrumpartij '86, CP'86）
- 基督教民主黨（英语：Christian Democratic Party (Netherlands)）（Christen Democratische Partij）
- 基督教民主聯盟（英语：Christian Democratic Union (Netherlands)）（Christelijk-Democratische Unie, CDU），併入工黨
- 基督教歷史聯盟（Christelijk-Historische Unie, CHU），併入基督教民主呼籲
- 基督教社會黨（Christelijk Sociale Party, CSP）
- 基督教歷史選民聯盟（Christelijk-Historische Kiezersbond, CHK），併入基督教歷史黨
- 基督教歷史黨（Christelijk-Historische Partij, CHP），併入基督教歷史聯盟
- 荷蘭共產黨（Communistische Partij Nederland, CPN），併入綠色左派
- 保守黨（deConservatieven.nl）
- 民主社會黨 '70（Democratisch Socialisten '70, DS'70）
- 荷蘭持續發展黨（Duurzaam Nederland）
- 經濟聯盟（Economische Bond, EB）
- 歐洲透明黨（Europa Transparant, ET）
- 福音人民黨（Evangelische Volkspartij, EVP），併入綠色左派
- 菲士蘭聯盟（Friesche Bond），併入基督教歷史聯盟
- 改革政治聯盟（Gereformeerd Politiek Verbond, GPV），併入基督教聯盟
- Hervormd Gereformeerde Staatspartij {dissolved in 1946}
- 獨立社會黨（Onafhankelijke Socialistische Partij, OSP）
- 荷蘭伊斯蘭黨（Islamitische Partij Nederland）
- 天主教民族黨（Katholieke Nationale Partij, KNP），併入天主教人民黨
- 天主教人民黨（Katholieke Volkspartij, KVP），併入基督教民主呼籲
- 共產工人組織 (馬克思列寧主義)（Kommunistische Arbeidersorganisatie (marxistisch-leninistisch), KAO(ml)），1980年解散
- 荷蘭共產團結運動 (馬克思列寧主義)（Kommunistische Eenheidsbeweging Nederland (marxistisch-leninistisch), KEN(ml)），1980年代中期解散
- 宜居荷蘭黨（Leefbaar Nederland, LN）
- 自由國家黨（Liberale Staatspartij, LSP），併入工黨
- 自由黨（Liberale Partij）
- 自由聯盟（Liberale Unie），併入自由國家黨
- 皮姆·佛圖恩名單（Lijst Pim Fortuyn, LPF），2007年遭禁
- 拉特爾班名單（Lijst Ratelband）
- 維爾德洪名單（Lijst Veldhoen）
- 荷兰马列主义党（Marxistisch-Leninistische Partij Nederland, MLPN），由荷蘭情報局（BVD）與中央情報局所成立的假政黨，假装支持毛主義與愚弄中華人民共和國
- 城鄉中間黨（Middenpartij voor Stad en Land, MPSL）
- 中產階級黨（Middenstandspartij, MP）
- 穆斯林黨（Moslimpartij），成立於1993年
- 國家社會荷蘭工人黨（Nationaal-Socialistische Nederlandsche Arbeiderspartij, NSNAP），1931-1941
- 民族聯盟（Nationale Alliantie, NA）
- 荷蘭集團（Nederlands Blok, NB）
- 中立黨（Neutrale Partij）
- 新民族黨（Nieuwe Nationale Partij, NNP）
- 新右派黨 （Nieuw Rechts, NR）
- O O Den Haag
- 和平社會黨（Pacifistisch-Socialistische Partij, PSP），併入綠色左派
- 自由黨（Partij van de Vrijheid, PvdV），後來成為自由民主人民黨
- 正義、行動與進步黨（Partij voor Rechtvaardigheid, Daadkracht en Vooruitgang）
- 農民聯盟（Plattelandersbond）
- 激進政治黨（Politieke Partij Radicalen, PPR），併入綠色左派
- 激進聯盟（Radicale Bond, RB），併入自由思想民主聯盟
- 改革政治聯盟（Reformatorische Politieke Federatie, RPF），併入基督教聯盟
- 羅馬天主教黨（Roomsch-Katholieke Staatspartij, RKSP），天主教人民黨前身
- 參議院2000（Senioren 2000）
- 社會民主工人黨（Sociaal-Democratische Arbeiders Partij, SDAP），併入工黨
- 社會民主聯盟（Sociaal-Democratische Bond），併入社會民主工人黨
- 社會黨 (1918年荷蘭政黨)（Socialistische Party），二戰前政黨，非現在的社會黨
- 團結 '93（Solidair '93）
- 老年總聯盟/聯盟 55+（Unie 55+）
- 軍隊民主化聯盟（Verbond tot Democratisering der Weermacht）
- 荷兰共产主义者联盟（Verbond van Communisten In Nederland, VCN），1983年分裂自荷蘭共產黨，1992年并入荷蘭新共產黨
- 國家重建聯盟（Verbond voor Nationaal Herstel）
- 自由思想民主聯盟（Vrijzinnig Democratische Bond, （VDB），併入工黨
- 自由反革命黨（Vrij Antirevolutionaire Partij），併入基督教歷史黨

### 外部連結
- 格羅寧根大學荷蘭政黨文件中心 (DNPP) （页面存档备份，存于）